# Helmer Herrera-Buitrago
Francisco Hélmer Herrera Buitrago, également connu sous les noms de Pacho et H7, né le 24 août 1951 et mort le 6 novembre 1998, est un trafiquant de drogue colombien, commandant en quatrième position dans le cartel de Cali et présumé fils de Benjamin Herrera Zuleta.

## Biographie

### Premières années
Herrera a grandi dans la ville colombienne de Palmira, dans le département de Valle del Cauca. Au lycée, Herrera a étudié la maintenance technique, expérience qui lui a valu un emploi plus tard aux États-Unis. Vivant aux États-Unis, il est également devenu bijoutier et courtier en métaux précieux jusqu'à ce qu'il commence à vendre de la cocaïne à New York. En 1975 et 1978, Herrera a été arrêté pour distribution de cocaïne à New York,.

### Cartel de Cali
En 1983, Herrera s'est rendu à Cali, en Colombie, pour négocier des droits d'approvisionnement et de distribution avec le cartel de Cali pour la ville de New York. Il ouvrira plus tard des routes de trafic pour le cartel de Cali à travers le Mexique, avec des connexions qu'il avait déjà établies.[réf. nécessaire]
Herrera dirigeait également l'une des « opérations de blanchiment d'argent les plus sophistiquées et les plus rentables », selon la Drug Enforcement Administration des États-Unis. Herrera a rapidement été promu au rang de dirigeant du cartel de Cali et a pris le contrôle de la ville de Jamundí, dans le sud de Cali, et des villes de Palmira et Yumbo, dans le nord de Cali.
L'opération d'Herrera, selon la DEA, impliquerait l'importation d'une base de cocaïne en provenance du Pérou et de la Bolivie, qui ferait l'objet d'un trafic via son propre moyen de transport vers des laboratoires de conversion en Colombie. Herrera aurait embauché des forces de guérilla telles que les Fuerzas Armadas Revolucionarias de Colombia (Forces armées révolutionnaires de Colombie) (FARC), puis le Mouvement du 19 avril pour la garde de ses laboratoires[réf. nécessaire].
Herrera a toujours gardé un profil très bas et n'a jamais été interviewé, et son nom n'a presque jamais été mentionné avec celui des autres dirigeants du cartel de Cali. Bien qu'il ait été allégué qu'il était à l'origine de la majeure partie des fonds liés au financement illicite de la campagne présidentielle d'Ernesto Samper, Herrera lui-même n'a jamais parlé de la question et n'a jamais été officiellement impliqué dans l'enquête. Son nom n'a été révélé qu'après une attaque terroriste sur un terrain de football à Candelaria, Valle del Cauca, le 25 septembre 1990 ; 20 hommes armés vêtus d'uniformes de l'armée et de la police ont ouvert le feu sur la foule où Herrera était assis, faisant 18 morts, mais ne frappant pas Herrera.
L'attaque a été attribuée au cartel de Medellin, et en particulier à Pablo Escobar, qui a apparemment reproché à Herrera une voiture piégée qui a explosé le 13 janvier 1988 dans l'immeuble Monaco appartenant à Escobar, dans l'une des plus riches zones de la ville de Medellin. La guerre entre les cartels a fait couler beaucoup de sang des deux côtés, mais Herrera a joué un rôle en retrait et a laissé les combats aux frères Rodriguez. Une autre tentative d'assassinat contre Herrera a été perpétrée le 27 juillet 1991 dans une station balnéaire, où des hommes armés de capuches vêtus de bracelets roses ont tiré sur les habitants de l'endroit, tuant 17 personnes et en blessant 13 autres.
Herrera a toujours été considéré comme le principal fournisseur financier de l'organisation Los Pepes, mais son nom ne lui a jamais été officiellement associé.

### Reddition et mort
Le 1er septembre 1996, Herrera s'est rendu au bloc de recherche, une unité de la police nationale colombienne. Il était le dernier des quatre dirigeants du cartel de Cali à être capturé. Il a été condamné à six ans et huit mois de prison pour trafic de drogue, peine qui a ensuite été prolongée à 14 ans de prison, en 1998.
Une fois en prison, Herrera aurait changé de style de vie et se serait consacré au football, devenant l'organisateur sportif de la prison et parrainant des tournois. Il a également commencé une licence en administration des affaires. Même s'il était censé se trouver dans l'aile à sécurité maximale de la prison, Herrera s'est rendu dans les autres ailes, où il rencontrait ses avocats. Le 4 novembre 1998, Rafael Angel Uribe Serna, 32 ans, entra dans la prison et se rendit au terrain de football où jouait Herrera. Uribe aurait été saoul, mais apparemment, Herrera aurait arrêté le jeu en le voyant et serait allé le saluer. Après avoir serré Herrera dans ses bras, Uribe a sorti un pistolet et lui a tiré sept balles à la tête. Uribe a été attrapé par d'autres détenus, puis emmené par les gardes de la prison, tandis que Herrera a été transféré dans un hôpital où il est décédé.
L'assassinat de Hererra peut être motivé par un certain nombre de raisons. Il s'agit de vieilles vendettas de membres du cartel du Norte del Valle, en particulier d'un homme connu sous le pseudonyme de JJ, sur ordre de Wilber Varela, qui avait apparemment été victime quelques jours plus tôt d'une tentative d'assassinat des dirigeants du cartel de Cali et de la police.
D'autres hypothèses suggèrent le conflit de longue date entre Herrera et la guérilla communiste. L'assassin, Uribe, était un conseiller personnel de Herrera depuis 10 ans et était un visiteur fréquent. Uribe a déclaré qu'il avait décidé de tuer Herrera parce qu'il avait menacé sa famille alors qu'Uribe n'avait pas pu tuer Víctor Carranza, comme l'avait ordonné Herrera. Ces déclarations ont toutefois été jugées peu fiables, et probablement un stratagème pour détourner l'attention des vrais cerveaux,. L'hypothèse la plus acceptée c'est qu'Uribe agissait sous les ordres du cartel de Norte del Valle qui était en colère contre Herrera d'avoir divulgué des informations à leur sujet et qui était impatient de reprendre les affaires laissées après la capture ou la mort des responsables du cartel de Cali. Uribe était également l'oncle des frères Luis Enrique et Javier Antonio Calle Serna, les frères Comba, qui se sont emparés du cartel de Norte del Valle après la mort de Varela. Uribe lui-même a été assassiné en octobre 2009.

### Orientation sexuelle
Dans le livre La patrona de Pablo Escobar, écrit par le journaliste colombien José Guarnizo, Herrera était décrit comme « un immigré qui était passé de mécanicien colombien à l'un des membres les plus riches du cartel de Cali » et « l'un des rares homosexuels qui ont grimpé dans la pyramide de la mafia ». À l'époque, les crimes de Herrera ont éclipsé toute spéculation concernant son orientation sexuelle.
Dans le drame Netflix Narcos, Herrera est décrit comme étant ouvertement gay, interprété par l'acteur argentin Alberto Ammann.